# Cooperatives Europe
Cooperatives Europe è la rappresentanza regionale per l'Europa dell'International Co-operative Alliance (ICA) e agisce per le imprese cooperative in Europa. In rappresentanza di 83 organizzazioni membri di 33 paesi europei, in tutti i settori di attività (dati del 2014). Cooperatives Europe promuove il modello cooperativo in Europa e sostiene condizioni di parità tra le cooperative e altre forme di impresa. I suoi membri rappresentano 123 milioni di singoli soci cooperatori che controllano 160.000 imprese cooperative e danno lavoro a 5,4 milioni di cittadini europei.
Come parte dell'Alleanza Cooperativa Internazionale, Cooperatives Europe si attiene alla definizione internazionalmente riconosciuta di cooperativa così come definita nella Dichiarazione sull'identità cooperativa che elenca anche i sette principi cooperativi . Tali principi, ispirati da i Prodi Pionieri di Rochdale, sono stati leggermente riformulati nel tempo. L'adeguamento più recente è stato apportato nel 1995 al Congresso del Centenario di ICA, quando sono stati approvati i sette principi cooperativi:
1. Adesione libera e volontaria
2. Controllo democratico da parte dei soci
3. Partecipazione economica dei soci
4. Autonomia e indipendenza
5. Educazione, formazione e informazione
6. Cooperazione tra cooperative
7. Interesse verso la comunità.

I nuovi principi, perfezionando quelli precedentemente accettati su cui si basano, hanno posizionato saldamente le cooperative come imprese di proprietà condivisa e controllate democraticamente basate sui valori di mutualità, responsabilità personale, democrazia, uguaglianza e solidarietà.

## Storia
Cooperatives Europe venne costituita il 7 marzo 2006 come associazione non a scopo di lucro di diritto belga (ASBL). La prima Assemblea Generale si svolse a Manchester, l'11 novembre 2006, dove furono eletti co-presidenti Pauline Green ed Etienne Pflimlin. Dal 2021, Susanne Westhausen è la Presidente di Cooperatives Europe.
Dal 2012, Cooperatives Europe è riconosciuta come Civil Society Organisation, e partecipa quindi al Policy Forum on Development, organizzato dalla DG DevCo della Commissione Europea. Cooperatives Europe ha organizzato numerosi seminari sulla cooperazione internazionale, come, tra gli altri, l'evento Cooperatives and Sustainable Development: Challenges for the Post-2015 Agenda, organizzato in collaborazione con CoopBuro a Bruxelles.
Cooperatives Europe è stato uno dei partner dell'Anno europeo per lo sviluppo (EYD2015), il primo anno tematico dell'UE dedicato alla cooperazione internazionale allo sviluppo. Il 2015 è stato il primo anno europeo in assoluto focalizzato sull'azione esterna dell'Unione europea e sul ruolo dell'Europa nel mondo. Per le organizzazioni per lo sviluppo di tutta Europa è stata un'opportunità senza precedenti per mostrare l'impegno dell'Europa a sradicare la povertà in tutto il mondo e per ispirare più europei a impegnarsi e coinvolti nello sviluppo.
Rispondendo alla necessità di un numero sempre maggiore di giovani cooperatori in Europa di sviluppare contatti con colleghi di altri paesi, Cooperatives Europe ha supportato sin dalla sua fondazione la rete europea dei Giovani Cooperatori (Young European Cooperators Network - YECN).

## Struttura
Cooperatives Europe è gestita da un segretariato con sede a Bruxelles. Le linee guida strategiche sono decise dall'Assemblea Generale dell'associazione, che si riunisce almeno una volta all'anno. L'Assemblea Generale elegge il consiglio di amministrazione, incaricato dello sviluppo e dell'attuazione del programma strategico pluriennale, e un presidente, che funge anche da vicepresidente dell'Alleanza Cooperativa Internazionale per la Regione Europea.

### (Co)Presidenti
Pauline Green (2006-2009) e Etienne Pflimlin (2006-2010)
Etienne Pflimlin e Felice Scalvini (2010-2013)
Dirk J. Lehnhoff (2013-2017)
Jean-Louis Bancel (2017-2021)
Susanne Westhausen (2021 - 2024)
Petar Stefanov (2024 - in carica)

## Attività di Cooperatives Europe
Cooperatives Europe lavora per aumentare la conoscenza del modello cooperativo in tutta Europa (non solo nell'Unione Europea) e per facilitare lo sviluppo delle imprese cooperative. Cooperatives Europe è iscritta nel Registro per la trasparenza dell'Unione europea, creato dalla Commissione europea.
Le attività principali di Cooperatives Europe sono:
- Rappresentanza per garantire la pluralità delle forme di impresa in Europa.
- Promozione della comunicazione tra e sulle imprese cooperative.
- Facilitazione e supporto allo sviluppo delle imprese cooperative.

Il primo sabato di luglio di ogni anno, Cooperatives Europe celebra la Giornata internazionale delle cooperative.